# Cazaux (Ariège)
Pour les articles homonymes, voir Cazaux.
Cazaux (en occitan Casaus) est une commune française, située dans le nord du département de l'Ariège en région Occitanie. Sur le plan historique et culturel, la commune fait partie du pays de Foix, composé de la partie centrale du Plantaurel, du massif de l'Arize et d'un tronçon de la vallée de l'Ariège avec ses quelques affluents, mais qui n'est plus que l'ombre du prestigieux comté qui s'étendit jusqu'à l'Espagne et même au-delà.
Exposée à un climat océanique altéré, elle est drainée par le ruisseau de Monesple, le ruisseau de Roziès et par divers autres petits cours d'eau. Incluse dans le parc naturel régional des Pyrénées ariégeoises, la commune possède un patrimoine naturel remarquable composé de deux zones naturelles d'intérêt écologique, faunistique et floristique.
Cazaux est une commune rurale qui compte 45 habitants en 2022, après avoir connu un pic de population de 211 habitants en 1836. Ses habitants sont appelés les Cazausois ou Cazausoises.

## Géographie

### Localisation
- 1Carte dynamique
- 2Carte OpenStreetMap
- 3Carte topographique
- 4Carte avec les communes environnantes

La commune de Cazaux se trouve dans le département de l'Ariège, en région Occitanie.
Elle se situe à 13 km à vol d'oiseau de Foix, préfecture du département, et à 10 km de Varilhes, bureau centralisateur du canton du Val d'Ariège dont dépend la commune depuis 2015 pour les élections départementales.
La commune fait en outre partie du bassin de vie de Pamiers.
Les communes les plus proches sont : 
Montégut-Plantaurel (2,7 km), Loubens (3,0 km), Aigues-Juntes (3,2 km), Baulou (4,5 km), Cadarcet (4,7 km), Artix (4,9 km), Saint-Victor-Rouzaud (5,7 km), Saint-Bauzeil (5,8 km).
Sur le plan historique et culturel, Cazaux fait partie du pays de Foix, composé de la partie centrale du Plantaurel, du massif de l'Arize et d'un tronçon de la vallée de l'Ariège avec ses quelques affluents, mais qui n'est plus que l'ombre du prestigieux comté qui s'étendit jusqu'à l'Espagne et même au-delà.
Les communes limitrophes sont Aigues-Juntes, Artix, Baulou, Loubens, Montégut-Plantaurel et Saint-Victor-Rouzaud.
| Montégut-Plantaurel | Saint-Victor-Rouzaud | Artix   |
| Aigues-Juntes       | Cazaux               | Loubens |
|                     | Baulou               |         |

### Géologie et relief
La commune est située dans le Bassin aquitain, le deuxième plus grand bassin sédimentaire de la France après le Bassin parisien. Les terrains affleurants sur le territoire communal sont constitués de roches sédimentaires datant pour certaines du Cénozoïque, l'ère géologique la plus récente sur l'échelle des temps géologiques, débutant il y a 66 millions d'années, et pour d'autres du Mésozoïque, anciennement appelé Ère secondaire, qui s'étend de −252,2 à −66,0 Ma. La structure détaillée des couches affleurantes est décrite dans la feuille « n°1057 - Pamiers » de la carte géologique harmonisée au 1/50 000ème du département de l'Ariège, et sa notice associée.
La superficie cadastrale de la commune publiée par l’Insee, qui sert de références dans toutes les statistiques, est de 7,37 km2,. La superficie géographique, issue de la BD Topo, composante du Référentiel à grande échelle produit par l'IGN, est quant à elle de 7,38 km2. Son relief est relativement accidenté puisque la dénivelée maximale atteint 329 mètres. L'altitude du territoire varie entre 354 m et 683 m.

### Hydrographie

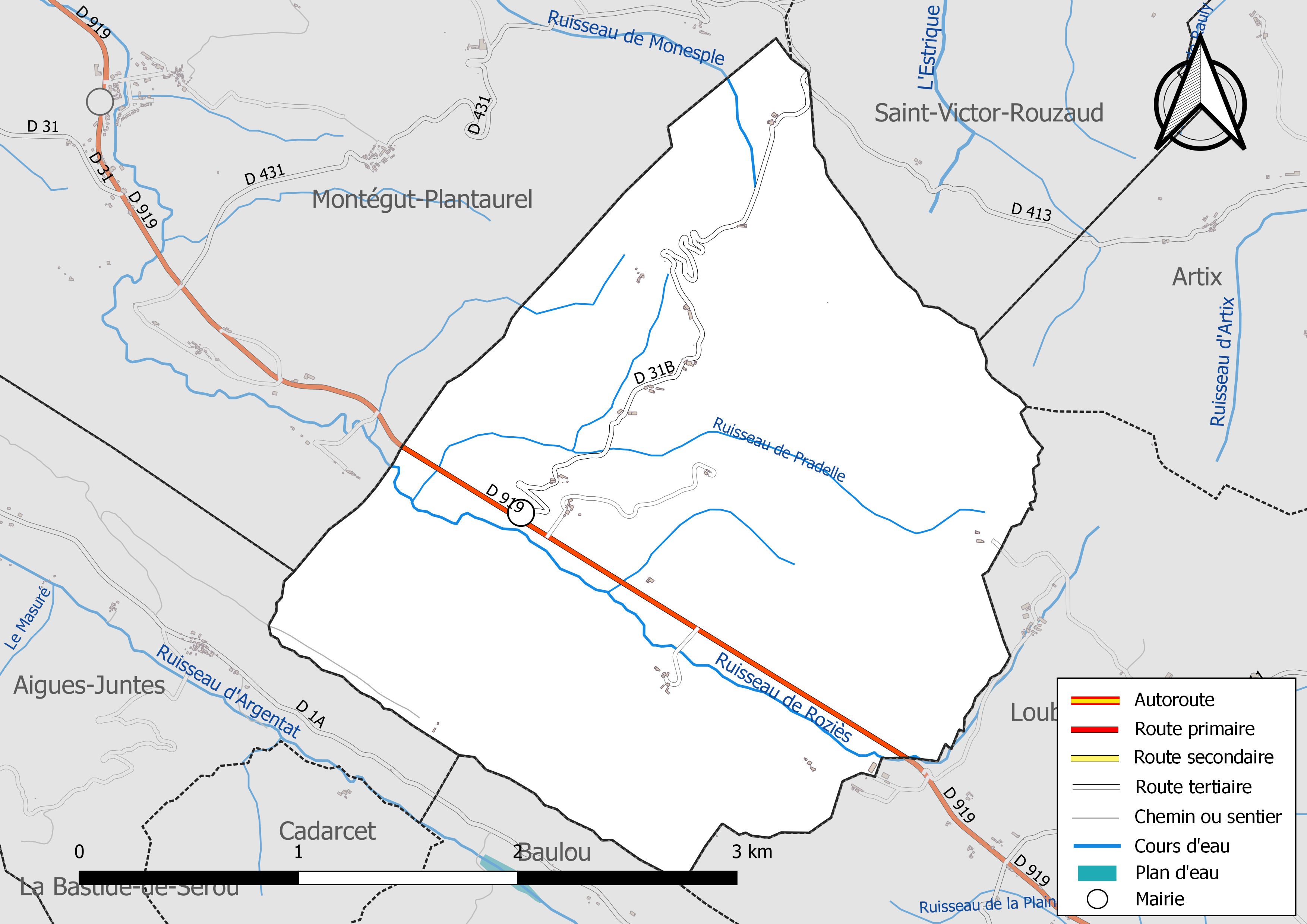
Réseaux hydrographique et routier de Cazaux.

La commune est dans le bassin versant de la Garonne, au sein du bassin hydrographique Adour-Garonne. Elle est drainée par le ruisseau de Monesple, le ruisseau de Roziès, le ruisseau de Pradelle et par deux petits cours d'eau, constituant un réseau hydrographique de 9 km de longueur totale,.

### Climat
Pour des articles plus généraux, voir Climat de l'Occitanie et Climat de l'Ariège.
En 2010, le climat de la commune est de type climat océanique altéré, selon une étude s'appuyant sur une série de données couvrant la période 1971-2000. En 2020, Météo-France publie une typologie des climats de la France métropolitaine dans laquelle la commune est exposée à un climat de montagne et est dans la région climatique Pyrénées centrales, caractérisée par une pluviométrie annuelle de 1 000 à 1 200 mm.
Pour la période 1971-2000, la température annuelle moyenne est de 12,1 °C, avec une amplitude thermique annuelle de 15,3 °C. Le cumul annuel moyen de précipitations est de 905 mm, avec 9,8 jours de précipitations en janvier et 6,4 jours en juillet. Pour la période 1991-2020, la température moyenne annuelle observée sur la station météorologique la plus proche, située sur la commune de La Bastide-de-Sérou à 8 km à vol d'oiseau, est de 11,9 °C et le cumul annuel moyen de précipitations est de 1 091,0 mm,. Pour l'avenir, les paramètres climatiques de la commune estimés pour 2050 selon différents scénarios d'émission de gaz à effet de serre sont consultables sur un site dédié publié par Météo-France en novembre 2022.

### Milieux naturels et biodiversité

#### Espaces protégés
La protection réglementaire est le mode d’intervention le plus fort pour préserver des espaces naturels remarquables et leur biodiversité associée,.
La commune fait partie du parc naturel régional des Pyrénées ariégeoises, créé en 2009 et d'une superficie de 245 973 ha, qui s'étend sur 138 communes du département. Ce territoire unit les plus hauts sommets aux frontières de l’Andorre et de l’Espagne (la Pique d'Estats, le mont Valier, etc) et les plus hautes vallées des avants-monts, jusqu’aux plissements du Plantaurel.

#### Zones naturelles d'intérêt écologique, faunistique et floristique
L’inventaire des zones naturelles d'intérêt écologique, faunistique et floristique (ZNIEFF) a pour objectif de réaliser une couverture des zones les plus intéressantes sur le plan écologique, essentiellement dans la perspective d’améliorer la connaissance du patrimoine naturel national et de fournir aux différents décideurs un outil d’aide à la prise en compte de l’environnement dans l’aménagement du territoire.
Une ZNIEFF de type 1 est recensée sur la commune :
« le Plantaurel : du Mas d'Azil à l'Ariège » (15 850 ha), couvrant 26 communes du département et une ZNIEFF de type 2, : 
« le Plantaurel » (42 116 ha), couvrant 72 communes dont 68 dans l'Ariège, 2 dans l'Aude et 2 dans la Haute-Garonne.

Carte des ZNIEFF de type 1 et 2 à Cazaux.
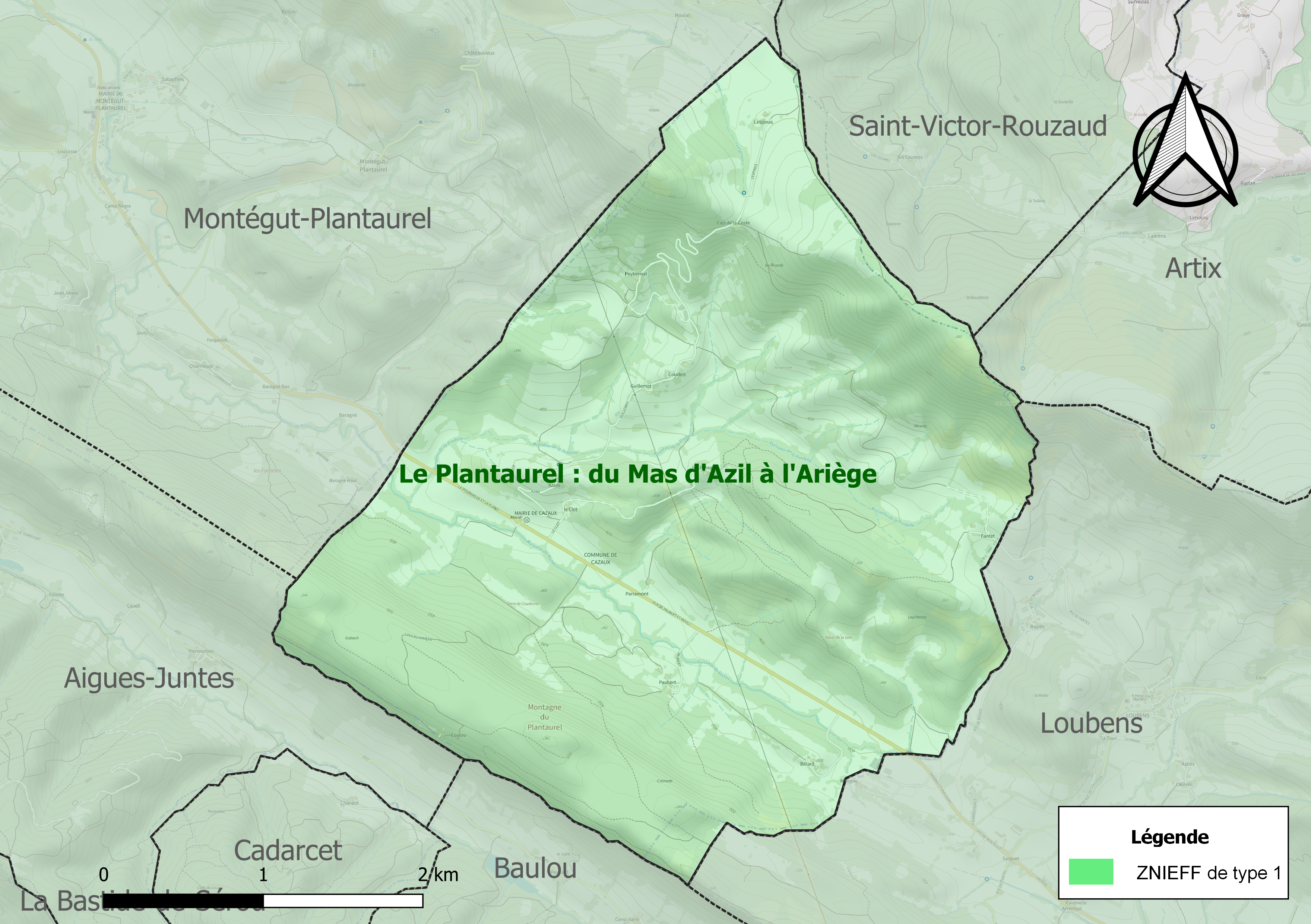
Carte de la ZNIEFF de type 1 sur la commune.
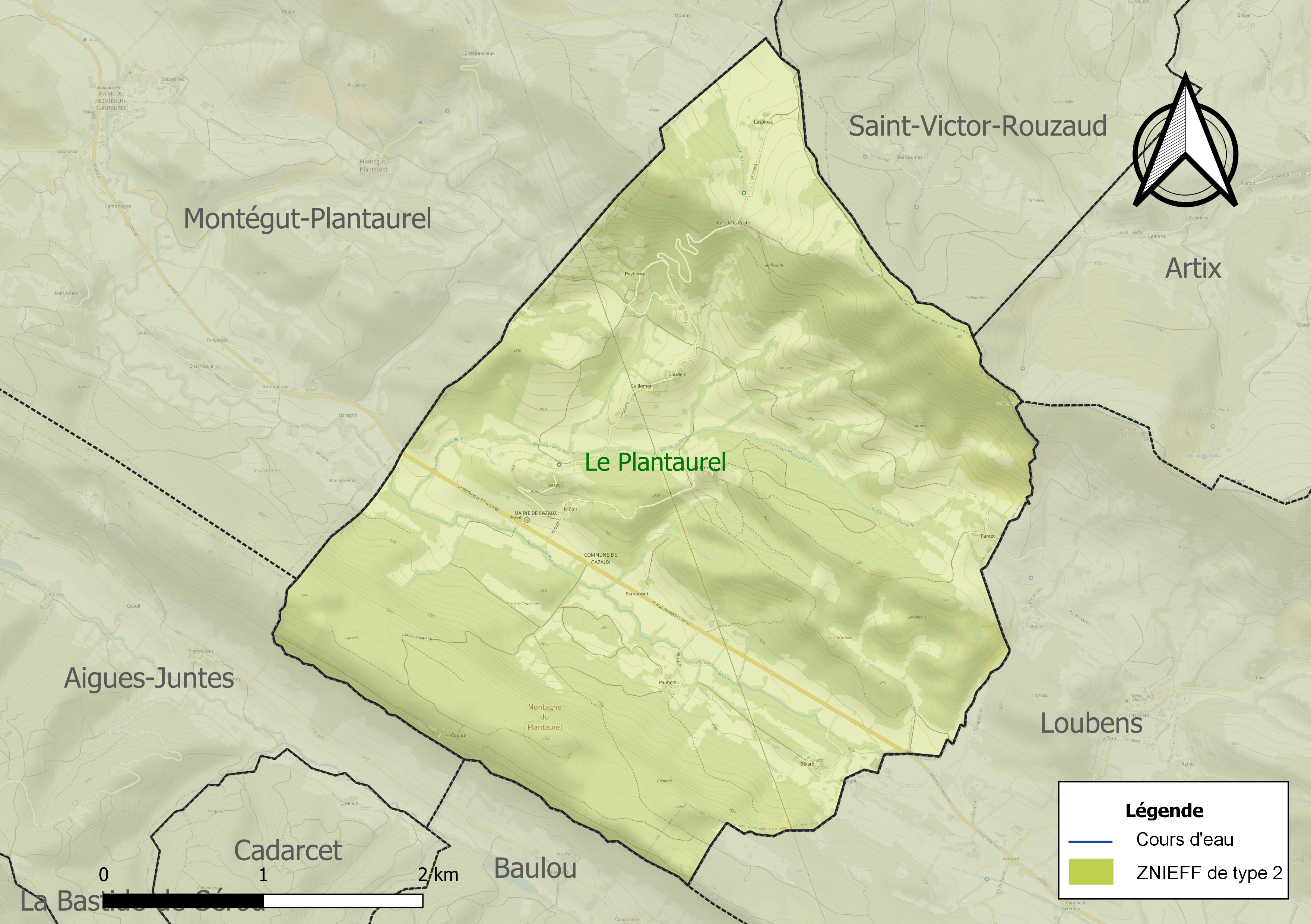
Carte de la ZNIEFF de type 2 sur la commune.

## Urbanisme

### Typologie
Au 1er janvier 2024, Cazaux est catégorisée commune rurale à habitat très dispersé, selon la nouvelle grille communale de densité à 7 niveaux définie par l'Insee en 2022.
Elle est située hors unité urbaine et hors attraction des villes,.

### Occupation des sols
L'occupation des sols de la commune, telle qu'elle ressort de la base de données européenne d’occupation biophysique des sols Corine Land Cover (CLC), est marquée par l'importance des forêts et milieux semi-naturels (52,9 % en 2018), une proportion sensiblement équivalente à celle de 1990 (53,4 %). La répartition détaillée en 2018 est la suivante : 
forêts (52,8 %), zones agricoles hétérogènes (38,2 %), prairies (8,9 %), milieux à végétation arbustive et/ou herbacée (0,1 %). L'évolution de l’occupation des sols de la commune et de ses infrastructures peut être observée sur les différentes représentations cartographiques du territoire : la carte de Cassini (XVIIIe siècle), la carte d'état-major (1820-1866) et les cartes ou photos aériennes de l'IGN pour la période actuelle (1950 à aujourd'hui).

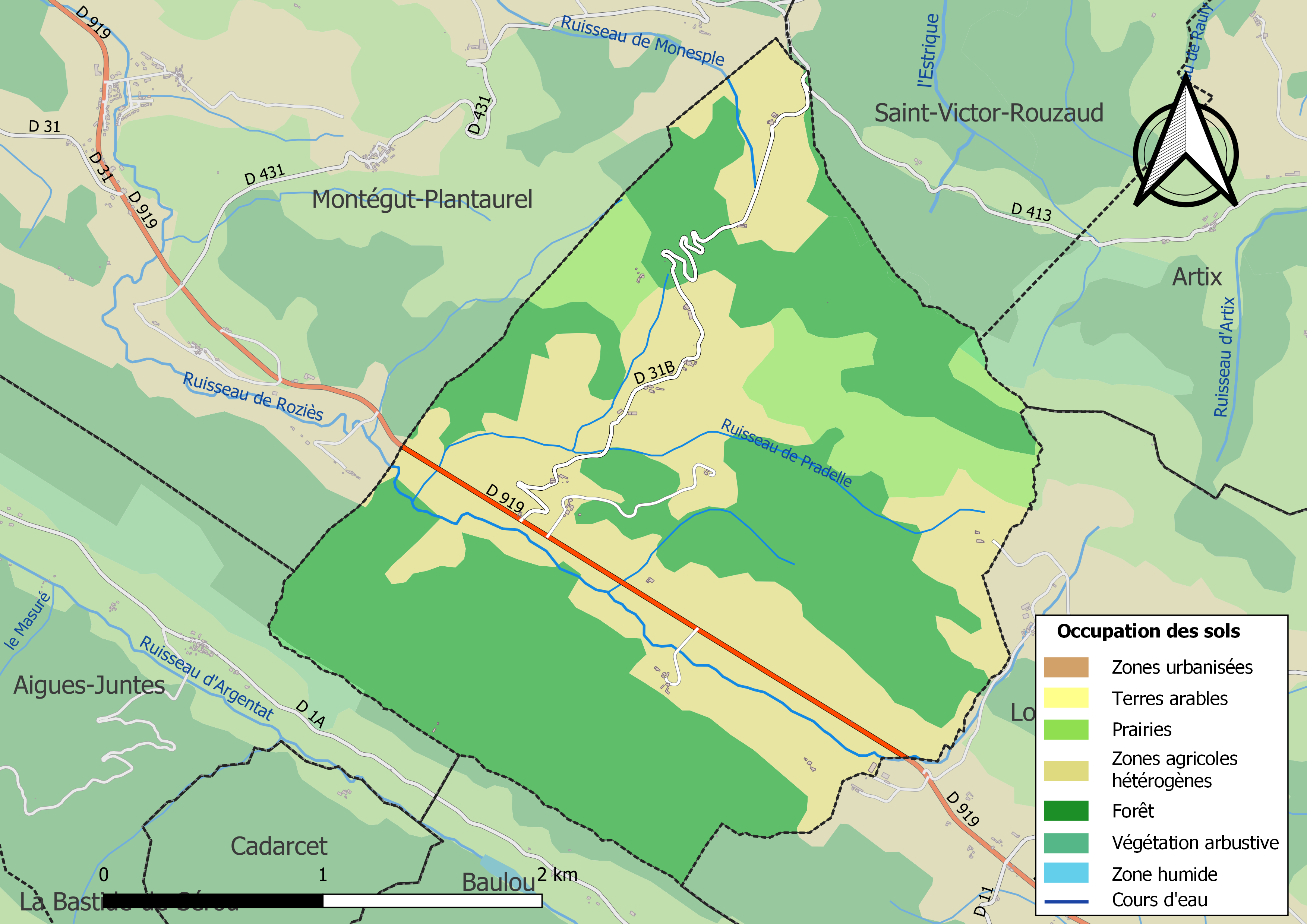
Carte des infrastructures et de l'occupation des sols de la commune en 2018 (CLC).

### Habitat et logement
En 2018, le nombre total de logements dans la commune était de 24, alors qu'il était de 25 en 2013 et de 17 en 2008.
Parmi ces logements, 78,7 % étaient des résidences principales, 12,8 % des résidences secondaires et 8,5 % des logements vacants. Ces logements étaient pour 100 % d'entre eux des maisons individuelles et pour 0 % des appartements.
Le tableau ci-dessous présente la typologie des logements à Cazaux en 2018 en comparaison avec celle de l'Ariège et de la France entière. Une caractéristique marquante du parc de logements est ainsi une proportion de résidences secondaires et logements occasionnels (12,8 %) inférieure à celle du département (24,6 %) mais supérieure à celle de la France entière (9,7 %). Concernant le statut d'occupation de ces logements, 89,5 % des habitants de la commune sont propriétaires de leur logement (84,2 % en 2013), contre 66,3 % pour l'Ariège et 57,5 % pour la France entière.
| Typologie                                               | Cazaux | Ariège | France entière |
| ------------------------------------------------------- | ------ | ------ | -------------- |
| Résidences principales (en %)                           | 78,7   | 65,7   | 82,1           |
| Résidences secondaires et logements occasionnels (en %) | 12,8   | 24,6   | 9,7            |
| Logements vacants (en %)                                | 8,5    | 9,7    | 8,2            |

### Risques majeurs

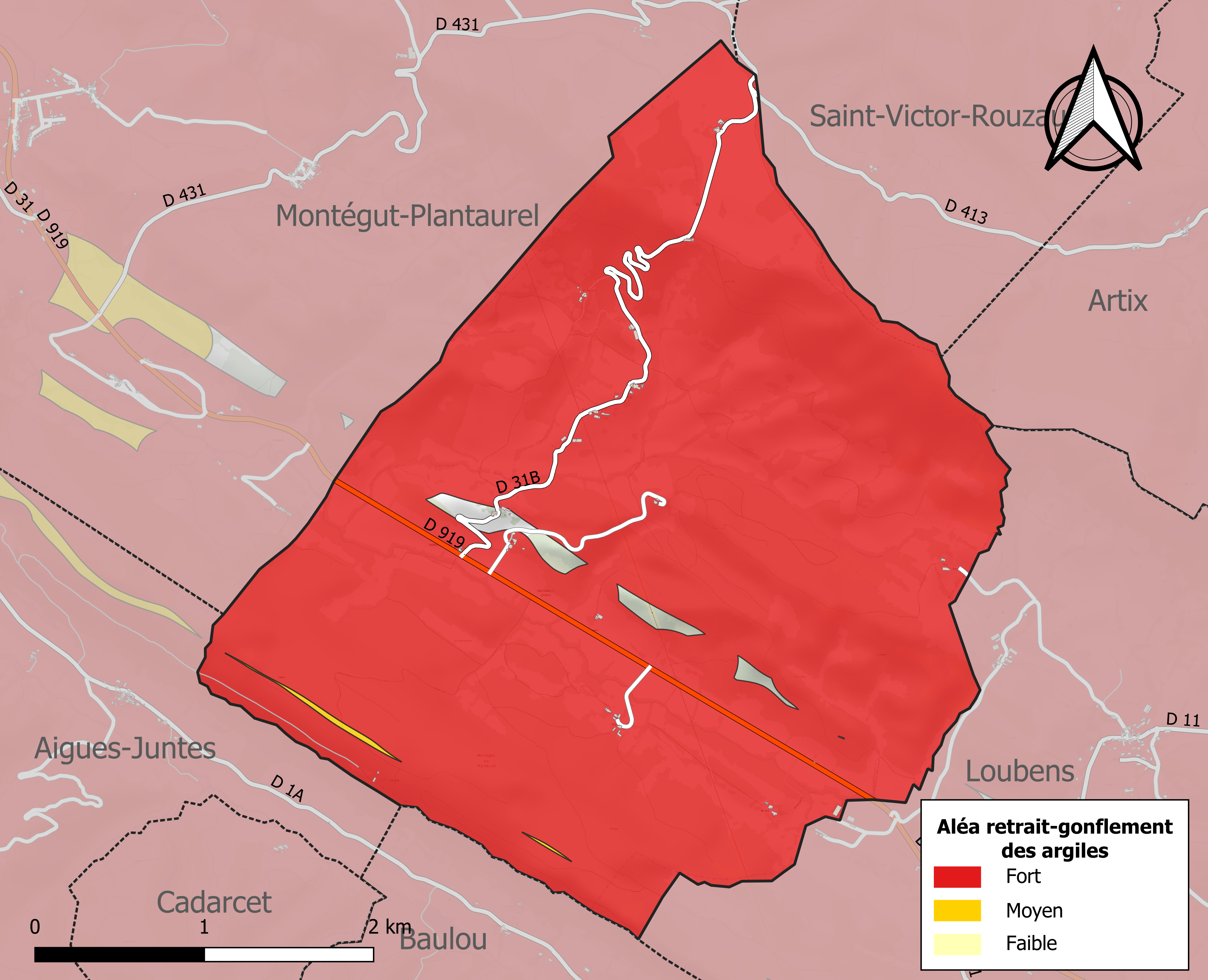
Zonage de l'aléa retrait-gonflement des argiles sur la commune de Cazaux.

Le territoire de la commune de Cazaux est vulnérable à différents aléas naturels : inondations, climatiques (grand froid ou canicule), feux de forêts, mouvements de terrains et séisme (sismicité modérée),.
Certaines parties du territoire communal sont susceptibles d’être affectées par le risque d’inondation par débordement, crue torrentielle d'un cours d'eau, ou ruissellement d'un versant.
Les mouvements de terrains susceptibles de se produire sur la commune sont soit des chutes de blocs, soit des glissements de terrains, soit des effondrements liés à des cavités souterraines, soit des mouvements liés au retrait-gonflement des argiles. Près de 50 % de la superficie du département est concernée par l'aléa retrait-gonflement des argiles, dont la commune de Cazaux. L'inventaire national des cavités souterraines permet par ailleurs de localiser celles situées sur la commune.

## Politique et administration

### Découpage territorial
La commune de Cazaux est membre de la communauté d'agglomération Pays Foix-Varilhes, un établissement public de coopération intercommunale (EPCI) à fiscalité propre créé le 16 novembre 2016 dont le siège est à Foix. Ce dernier est par ailleurs membre d'autres groupements intercommunaux.
Sur le plan administratif, elle est rattachée à l'arrondissement de Foix, au département de l'Ariège, en tant que circonscription administrative de l'État, et à la région Occitanie.
Sur le plan électoral, elle dépend du canton du Val d'Ariège pour l'élection des conseillers départementaux, depuis le redécoupage cantonal de 2014 entré en vigueur en 2015, et de la première circonscription de l'Ariège  pour les élections législatives, depuis le redécoupage électoral de 1986.

### Liste des maires
| Période                                  | Période  | Identité          | Étiquette | Qualité                     |
| ---------------------------------------- | -------- | ----------------- | --------- | --------------------------- |
| avant 1981                               | ?        | Michel Rives      | PCF       |                             |
| mars 2001                                | 2008     | Robert Fabra      |           |                             |
| mars 2008                                | En cours | Danielle Carriere |           | Retraitée Fonction publique |
| Les données manquantes sont à compléter. |          |                   |           |                             |

## Démographie
| 1793 | 1800 | 1806 | 1821 | 1831 | 1836 | 1841 | 1846 | 1851 |
| ---- | ---- | ---- | ---- | ---- | ---- | ---- | ---- | ---- |
| 161  | 164  | 92   | 191  | 183  | 211  | 200  | 161  | 186  |

| 1856 | 1861 | 1866 | 1872 | 1876 | 1881 | 1886 | 1891 | 1896 |
| ---- | ---- | ---- | ---- | ---- | ---- | ---- | ---- | ---- |
| 187  | 204  | 180  | 195  | 193  | 195  | 201  | 181  | 177  |

| 1901 | 1906 | 1911 | 1921 | 1926 | 1931 | 1936 | 1946 | 1954 |
| ---- | ---- | ---- | ---- | ---- | ---- | ---- | ---- | ---- |
| 131  | 134  | 128  | 93   | 89   | 77   | 74   | 85   | 67   |

| 1962 | 1968 | 1975 | 1982 | 1990 | 1999 | 2006 | 2007 | 2012 |
| ---- | ---- | ---- | ---- | ---- | ---- | ---- | ---- | ---- |
| 58   | 53   | 36   | 26   | 28   | 44   | 45   | 45   | 44   |

| 2017 | 2022 | - | - | - | - | - | - | - |
| ---- | ---- | - | - | - | - | - | - | - |
| 39   | 45   | - | - | - | - | - | - | - |

## Économie

### Emploi
| Division       | 2008  | 2013   | 2018   |
| -------------- | ----- | ------ | ------ |
| Commune        | 3,7 % | 3,6 %  | 8,7 %  |
| Département    | 8,9 % | 11,1 % | 11,2 % |
| France entière | 8,3 % | 10 %   | 10 %   |

En 2018, la population âgée de 15 à 64 ans s'élève à 22 personnes, parmi lesquelles on compte 87 % d'actifs (78,3 % ayant un emploi et 8,7 % de chômeurs) et 13 % d'inactifs,. Depuis 2008, le taux de chômage communal (au sens du recensement) des 15-64 ans est inférieur à celui de la France et du département.
La commune est hors attraction des villes,. Elle compte 20 emplois en 2018, contre 6 en 2013 et 7 en 2008. Le nombre d'actifs ayant un emploi résidant dans la commune est de 19, soit un indicateur de concentration d'emploi de 107,7 % et un taux d'activité parmi les 15 ans ou plus de 63,6 %.
Sur ces 19 actifs de 15 ans ou plus ayant un emploi, 9 travaillent dans la commune, soit 47 % des habitants. Pour se rendre au travail, 68,4 % des habitants utilisent un véhicule personnel ou de fonction à quatre roues, 5,3 % s'y rendent en deux-roues, à vélo ou à pied et 26,3 % n'ont pas besoin de transport (travail au domicile).

### Activités hors agriculture
4 établissements sont implantés  à Cazaux au 31 décembre 2019.
Le secteur des activités spécialisées, scientifiques et techniques et des activités de services administratifs et de soutien est prépondérant sur la commune puisqu'il représente 25 % du nombre total d'établissements de la commune (1 sur les 4 entreprises implantées  à Cazaux), contre 13,2 % au niveau départemental.

### Agriculture
|                                   | 1988 | 2000 | 2010 |
| --------------------------------- | ---- | ---- | ---- |
| Exploitations                     | 4    | 6    | 5    |
| Superficie agricole utilisée (ha) | 167  | 259  | 263  |

La commune fait partie de la petite région agricole dénommée « Coteaux de l'Ariège ». En 2010, l'orientation technico-économique de l'agriculture  sur la commune est l'élevage d'herbivores hors bovins, caprins et porcins. Cinq exploitations agricoles ayant leur siège dans la commune sont dénombrées lors du recensement agricole de 2010 (quatre en 1988). La superficie agricole utilisée est de 263 ha.

## Culture locale et patrimoine

### Lieux et monuments
- Église Saint-Pierre-aux-Liens.
- Château.

## Pour approfondir